# Hooglandse Molen
De Hooglandse Molen of Voorste Molen is een in 1803 gebouwde wipmolen ter vervanging van de afgebrande, in 1627 gebouwde molen en staat aan de Zeek 30 in Hellouw. Het is de vierde molen op deze plaats. De eerste molen werd door kruiend ijs in 1572 verwoest. In de buurt van deze molen staat de Laaglandse Molen of Achterste Molen.
Het gevlucht is oudhollands. De geklonken buitenroede is een potroede uit 1885 en de Bremer binnenroede uit 1967 is in 2020 vervangen door een geklonken nieuwe roede gemaakt door Vaags. De potroede is in 2020 gerestaureerd. Ook het hekwerk van de wieken werd vernieuwd in 2020.
De windpeluw is in 2020 vervangen.
Het gesloten, ijzeren scheprad met een diameter van 6,30 m. zit buiten de molen.
De vang is een Vlaamse blokvang met evenaar.
De overbrenging van bovenas naar wateras is 1,47 : 1.

## Eigenaren
- ... - 1953: Polder Hellouw
- 1953 - 1974: Polderdistrict Tielerwaard
- 1974 - heden: Molenstichting Gelders Rivierengebied

## Foto's

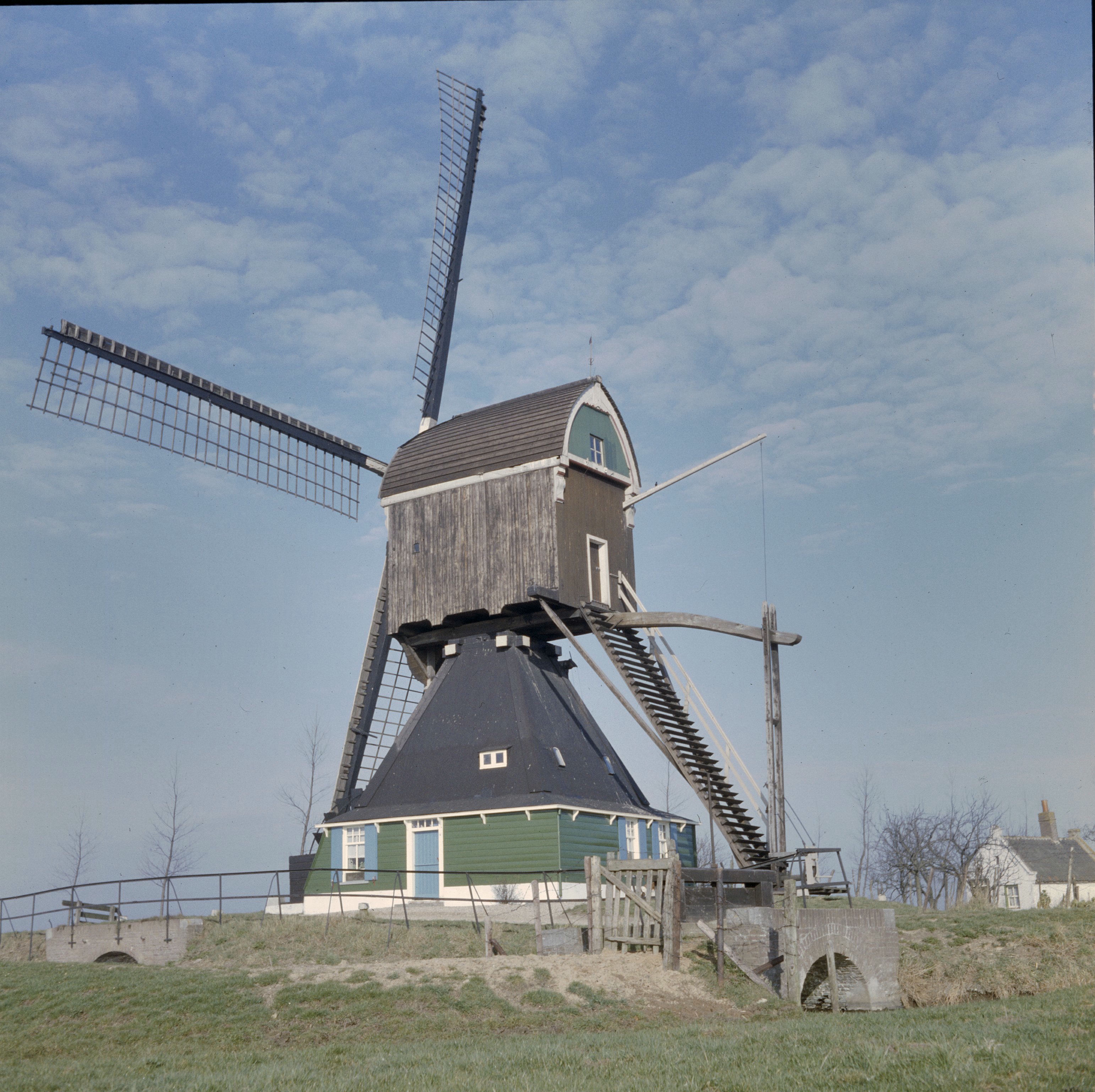
1960
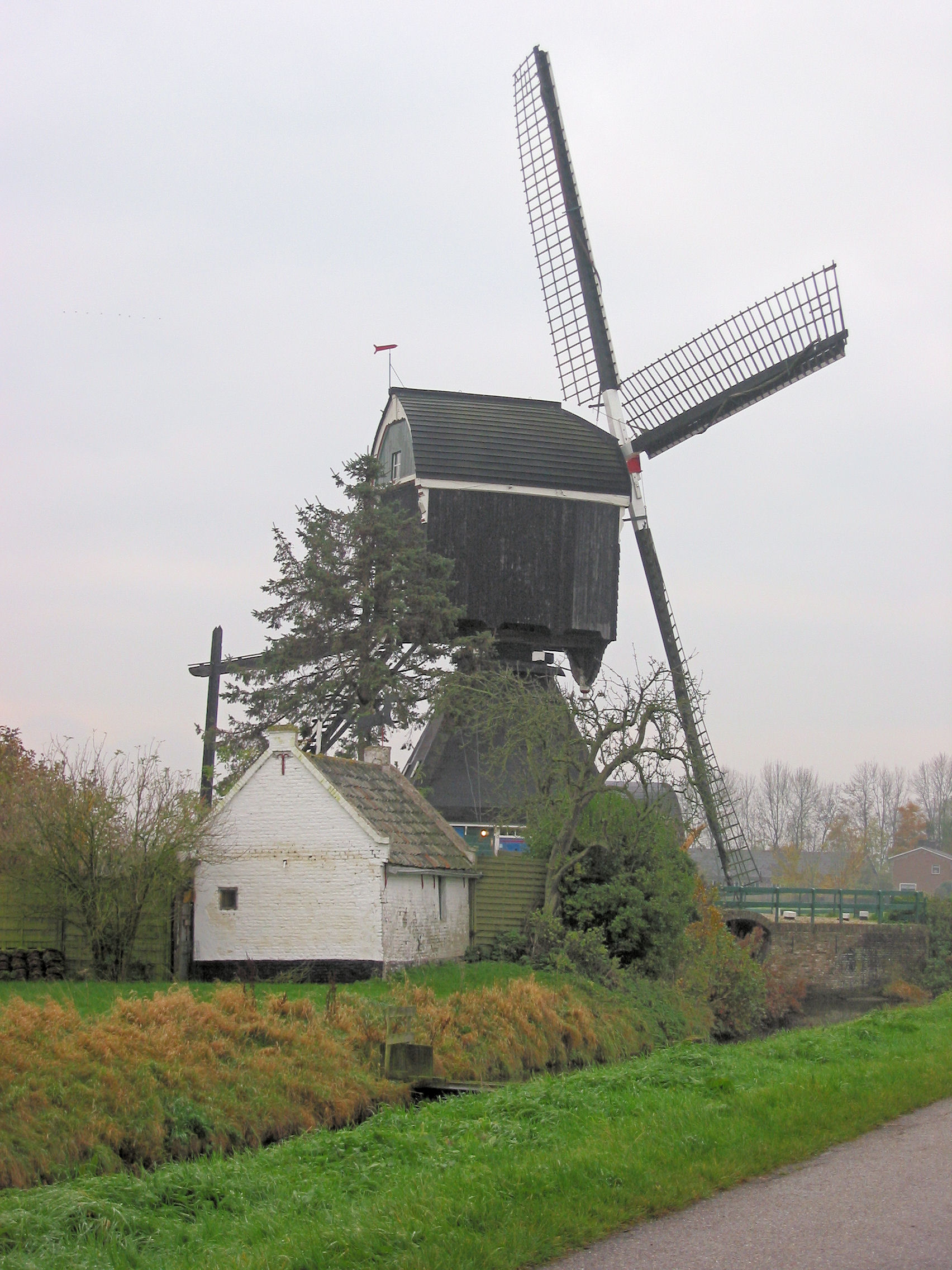
2007